# Juan N. Méndez

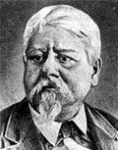
Juan N. Méndez

Juan Nepomuceno Méndez (Tetela de Ocampo, 2 juli 1824 - Mexico-Stad, 29 november 1894) was een Mexicaans politicus en militair.
Hij vocht in de Mexicaans-Amerikaanse Oorlog, de Hervormingsoorlog en de Franse Interventie in Mexico. Hij sloot zich aan bij Porfirio Díaz bij diens opstand van La Noria in 1871 en wederom bij het Plan van Tuxtepec in 1876, waarbij Díaz Sebastián Lerdo uit het zadel stootte en president werd. Hierna keerde Díaz zich tegen José María Iglesias, die zich eveneens tot president had uitgeroepen. Op 11 december droeg Díaz de macht over aan Méndez terwijl hij zelf op veldtocht ging tegen Iglesias. Méndez liet verkiezingen uitschrijven die werden gewonnen door Díaz. Op 17 februari droeg hij de macht weer aan hem over.
- Library of Congress Control Number: no97051078
- SNAC: w6gh9h56
- Virtual International Authority File: 4537209
- WorldCat: E39PBJwd97k7X3VTHRfvJxg9Xd